# Басинськ
Басинськ (рос. Басинск) — селище у Лиманському районі Астраханської області Російської Федерації.
Населення становить 141 особу (2010). Входить до складу муніципального утворення Басинська сільрада.

## Історія
Населений пункт розташований на території українського етнічного та культурного краю Жовтий Клин. Від 1943 року належить до Лиманського району, у 1963-1965 роках — Ікрянинського району.
Згідно із законом від 6 серпня 2004 року органом місцевого самоврядування є Басинська сільрада.

## Населення
| 2002 | 2009 | 2010 |
| ---- | ---- | ---- |
| 248  | ↘158 | ↘141 |